# VOICES FROM NIHONMONO
TDK VOICES FROM NIHONMONO（ティーディーケー・ボイシーズ・フロム・ニホンモノ）はJ-WAVEのラジオ番組。

## 番組概要
中田英寿が2009年から6年半かけて周った、47都道府県の旅で出会った人々から学んだ各地の生活・伝統文化・技術の素晴らしさ、日本の”ほんもの”の作り手達、日本の本物を取り上げ、紹介する番組で、中田にとって初のレギュラーラジオ番組である。
2021年4月4日より放送時間が昼12:00からの生放送へ変更。同時にTDKがスポンサーに加わり、番組名がTDK VOICES FROM NIHONMONOへ変更された。
同年10月3日から秋田放送にて同時ネットでの放送開始。J-WAVEの番組が同局へネットされるのは『SUGAR WATER』以来である。（コミュニティ放送の再配信を除く）
2024年3月24日に番組Xアカウントで番組終了が発表され、翌週31日で終了した。

## ナビゲーター
- 中田英寿：主に紹介先のインタビュー・レポートでの出演が中心だが、不定期でスタジオにも出演する。
- 笹木かおり（案内役、2022年8月7日 - ）

### 過去の出演者
- レイチェル・チャン（番組開始 - 2020年10月31日[4]）
- 堀口ミイナ（2020年11月7日 - 2022年7月31日）

## 関連リンク
- TDK VOICES FROM NIHONMONO : J-WAVE 81.3 FM RADIO
- TDK VOICES FROM NIHONMONO (@nihonmono813_) - Instagram
- TDK VOICES FROM NIHONMONO (@nihonmono813) - X（旧Twitter）

| J-WAVE 土曜 22:00枠       | J-WAVE 土曜 22:00枠                                        | J-WAVE 土曜 22:00枠         |
| 前番組                    | 番組名                                                     | 次番組                      |
| ------------------------- | ---------------------------------------------------------- | --------------------------- |
| BOOK BAR                  | VOICES FROM NIHONMONO （2019年4月6日 - 2021年3月27日）     | GYAO! #LOVEFAV              |
| J-WAVE 日曜 12:00 - 12:54 |                                                            |                             |
| CHINTAI COLORS OF WONDER  | TDK VOICES FROM NIHONMONO （2021年4月4日 - 2024年3月31日） | Volkswagen DRIVING WITH YOU |

| ABSラジオ 日曜 12:00 - 12:55                                         | ABSラジオ 日曜 12:00 - 12:55                                | ABSラジオ 日曜 12:00 - 12:55               |
| 前番組                                                               | 番組名                                                      | 次番組                                     |
| -------------------------------------------------------------------- | ----------------------------------------------------------- | ------------------------------------------ |
| 三宅裕司のサンデーヒットパラダイス （ニッポン放送制作） ※18:00へ移動 | TDK VOICES FROM NIHONMONO （2021年10月3日 - 2024年3月31日） | 志の輔ラジオ 落語DEデート （文化放送制作） |

| スタブアイコン | サブスタブ | この項目は、まだ閲覧者の調べものの参照としては役立たない、ラジオ番組に関連した書きかけの項目です。この項目を加筆・訂正などしてくださる協力者を求めています（P:ラジオ/PJ:放送番組）。 |